# 広角駅
広角駅（ひろつのえき）は、かつて和歌山県新宮市新宮にあった鉄道省紀勢中線（現・西日本旅客鉄道（JR西日本）紀勢本線）の駅（廃駅）である。

## 歴史
- 1932年（昭和7年）8月1日：新宮鉄道三輪崎駅 - 熊野地駅間に御手洗停留場（みたらいていりゅうじょう）として開業。
- 1934年（昭和9年）7月1日：新宮鉄道が買収されて国有化され、当駅を含む新宮駅 - 紀伊勝浦駅間が紀勢中線となる[1]。御手洗停留場を広角駅へ改称。旅客のみ取り扱い。
- 1937年（昭和12年）7月1日：当駅廃止[2]。
- 1938年（昭和13年）5月20日：新宮駅 - 三輪崎駅間が熊野地駅を経由しない新線に切り替えられる（当駅 - 三輪崎駅区間は旧線と同経路）。

## 隣の駅
鉄道省
紀勢中線
熊野地駅 - 広角駅 - 三輪崎駅